# 1515
1515 (MDXV) a fost un an comun al calendarului iulian, care a început într-o zi de luni.

## Evenimente
- 1515-1519: Refacerea Mănăstirii Bistrița (Costești, jud. Vâlcea) de către boierii Craiovești, după ce fusese distrusă în 1509 de către Mihnea Vodă.

## Nașteri
- 28 martie: Tereza de Ávila  (d. 1582)
- 31 decembrie: Andreas Vesalius  (d. 1564)
- 22 septembrie: Anne de Cleves  (d. 1557)
- 21 iulie: Filip Neri preot catolic italian (d. ?)
- 22 noiembrie: Maria de Guise  (d. 1560)
- dată necunoscută: Prințul Mustafa  (d. 1553)
- 4 octombrie: Lucas Cranach cel Tânăr  (d. 1586)
- dată necunoscută: Pierre Lescot pictor francez (d. 1578)
- dată necunoscută: Juan Bautista de Toledo artist spaniol (d. 1567)
- dată necunoscută: Giorgio Biandrata medic italian (d. 1588)
- dată necunoscută: Hans Eworth  (d. 1574)
- dată necunoscută: Lambert Sustris pictor olandez (d. 1584)
- dată necunoscută: Mihail Cantacuzino Șaitanoglu  (d. 1578)
- dată necunoscută: Leonard Digges matematician britanic (d. 1559)
- dată necunoscută: Jan Mączyński  (d. 1587)

## Decese
- 1 ianuarie: Regele Ludovic al XII-lea al Franței, 52 ani (n. 1462)